# Clàssica da Arrábida
La Clàssica da Arrábida és una competició ciclista d'un dia portuguesa que es disputa a la Península de Setúbal. La cursa forma part de l'UCI Europa Tour des de la seva primera edició el 2017.

## Palmarès
| Any  | Vencedor                 | Segon                    | Tercer                     |         |
| ---- | ------------------------ | ------------------------ | -------------------------- | ------- |
| 2017 | Amaro Antunes            | Sérgio Paulinho          | Andreas Vangstad           |         |
| 2018 | Dmitri Strakhov          | James Fouche             | Óscar Hernández            |         |
| 2019 | Jonathan Lastra Martínez | Raúl Alarcón García      | David de la Fuente Rasilla |         |
| 2020 | suspesa                  | suspesa                  | suspesa                    | suspesa |
| 2021 | Sean Quinn               | Jonathan Lastra Martínez | Rémy Mertz                 |         |
| 2022 | Orluis Aular Sanabria    | Luís Gomes               | Luís Mendonça              |         |
| 2023 | Orluis Aular Sanabria    | Álex Jaime               | Francisco Campos           |         |
| 2024 | Joseba López             | Alexandre Montez         | Mathias Bregnhøj           |         |